# Lawtey
Lawtey es una ciudad ubicada en el condado de Bradford en el estado estadounidense de Florida. En el Censo de 2010 tenía una población de 730 habitantes y una densidad poblacional de 196 personas por km².

## Geografía
Lawtey se encuentra ubicada en las coordenadas 30°2′51″N 82°4′20″O / 30.04750, -82.07222. Según la Oficina del Censo de los Estados Unidos, Lawtey tiene una superficie total de 3.72 km², de la cual 3.72 km² corresponden a tierra firme y (0%) 0 km² es agua.

## Demografía
Según el censo de 2010, había 730 personas residiendo en Lawtey. La densidad de población era de 196 hab./km². De los 730 habitantes, Lawtey estaba compuesto por el 60.68% blancos, el 35.89% eran afroamericanos, el 0.41% eran amerindios, el 0.41% eran asiáticos, el 0.82% eran isleños del Pacífico, el 0.41% eran de otras razas y el 1.37% pertenecían a dos o más razas. Del total de la población el 2.05% eran hispanos o latinos de cualquier raza.